# Pierre Savatier
 (janvier 2014).
Si vous disposez d'ouvrages ou d'articles de référence ou si vous connaissez des sites web de qualité traitant du thème abordé ici, merci de compléter l'article en donnant les références utiles à sa vérifiabilité et en les liant à la section « Notes et références ».
Pour les articles homonymes, voir Savatier.
Pierre Savatier est artiste contemporain né à Poitiers le 14 novembre 1954, qui a acquis une certaine notoriété dans la photographie en utilisant tout particulièrement la technique du photogramme.

## Biographie
Né à Poitiers, fils de Jean Savatier, professeur émérite de droit social, Pierre Savatier fait ses études à l’école des beaux-arts de Tours (1973-1974) puis de Bourges (DNSEP 1978), Université de Paris-VIII Vincennes (licence, 1979) enfin à l'Université York Toronto, Canada (Master of Fine Arts, 1984). Il enseigne à l’École nationale supérieure d'art de Bourges.1990-2013), puis, depuis
2013, à l’École nationale supérieure d’arts de Paris-Cergy.
Il a exposé à de multiples reprises dans des musées, centres d’art et galeries en France ou à l’étranger. Depuis la fin des années 1980, plusieurs galeries telles Michèle Chomette (Paris), Jean-François Dumont à Bordeaux, Le Sous-Sol (Paris), Vasistas à Montpellier, Yves Iffrig à Strasbourg et Jean Brolly (Paris) l’ont soutenu.

## Œuvre
Depuis 1986, la plus grande partie de son œuvre utilise la technique du photogramme. Précédemment (de 1979 à 1986), il a réalisé des installations dans lesquelles la photographie était un plan et un point de vue dans l’espace du spectateur. En 1986, la chambre noire est pensée par Pierre Savatier comme l’espace où se forment les images ; il y réalise ses premiers photogrammes.
Ses œuvres interrogent la vision. Les photogrammes sont des photographies réalisées sans appareil. Les images photographiques produites, sans optique, sans film matriciel (pas d’agrandissement, pas de tirages multiples) sont des photographies archaïques.
C’est avec la lumière et depuis l’intérieur du dispositif photographique que Pierre Savatier travaille. La chambre noire est le véritable atelier de l’artiste. Il choisit d’éclairer des objets pour composer des visions. Les photogrammes qui en résultent oscillent entre réalisme (grande précision des détails) et imaginaire (apparition hasardeuse d’une image).
Les tissus sont parmi les objets dont l’artiste use avec prédilection, leur souplesse y est associée à diverses incidences de la lumière. Très utilisés aussi, les règles graduées et autres instruments de dessin sont une façon de souligner le jeu entre précision et aléatoire qu’il construit dans ses photogrammes.
Plus récemment[Quand ?], Pierre Savatier a utilisé des scanners pour produire ses images photographiques qu’il nomme alors « scanogrammes ». Cette technique est pour lui l’occasion de réactualiser le rapport entre surface et enregistrement. On y retrouve la relation entre précision et aléatoire, déjà présente dans ses photogrammes.

## Expositions personnelles
2013
- Galerie de l’hôtel Rivet, École supérieure des beaux-arts, Nîmes

* 2010
- Galerie Yves Iffrig, Strasbourg
- Galerie Jean Brolly, Paris

2008
- Galerie Yves Iffrig, Strasbourg

2007
- Galerie Jean Brolly, Paris
- Centre d’art, chapelle Jeanne-d’Arc, Thouars

2006
- Galerie Édouard Manet
- École municipale des beaux-arts, Gennevilliers

2005
- Le Pavillon, Pantin

2004
- Galerie Jean Brolly, Paris

2003
- Galerie du Collège Marcel-Duchamp
- École municipale des beaux-arts, Châteauroux

2002
- Galerie Jean Brolly, Paris
- Galerie Vasistas, Montpellier
- Centre culturel Jean-Pierre-Fabrègue, Saint-Yrieix-la-Perche

2000
- La Verrière, Hermès. Bruxelles.
- Galerie Decimus Magnus Art ( J. F. Dumont). Bordeaux.

1999
- Galerie Le Sous-Sol. Paris.

1997
- Centre international d'art et du paysage de Vassivière
- Centre de photographie. Lectoure.

1995
- Galerie Jean François Dumont. Bordeaux.

1993
- Galerie Catherine Mayeur. Bruxelles.
- Articule. Montréal.

1990
- Galerie Georges Dezeuze.
- École des Beaux-Arts. Montpellier.

1989
- Crédac. Ivry
- Galerie Michèle Chomette. Paris.

1986
- Oulan Bator. Lieu d'artistes. Orléans.
- Musée Sainte-Croix. Poitiers.

1984
- Dundas St W. Lieu d'artistes. Toronto.

1983
- Mercer Union. Toronto.

1982
- Eye Revue Gallery. Toronto.

1981
- Galerie Errata. Montpellier.
- Lascaux des villes. Lieu d'artistes. Paris.

1980
- Satin-Décors. Lieu d'artistes. Bourges.

## Expositions collectives
2012
- Le Silence une fiction, NMNM, Nouveau Musée National Monaco
- Réinventer le paysage 1, Galerie Yves Iffrig, Strasbourg

2010
- CAPC, la vie saisie par l’art, CAPC, Bordeaux

2009
- L’exposition rayonnante, FRAC Limousin, Limoges
- Jean François Maurige, Richard Monnier, Pierre Savatier, Galerie Yves Iffrig, Strasbourg

2008
- Champs d’expériences, Le 19, Centre régional d’art contemporain, Montbéliard

2007
- Merveilleux ! d’après nature, Château de Malbrouck, Manderen
- Filaturen, Sies + Höke Galerie, Düsseldorf
- De leur Temps (2), art contemporain & collection privées en France, Musée de Grenoble
- Aux marges du réel, Ventilo Galerie, Paris.
- Bienvenue à entropia, Centre national d’art du paysage, Vassivière-en-Limousin.
- De fil en aiguille, Musée des beaux-arts, Lons-le-Saunier.
- Photo-sculpture, FRAC Limousin, Limoges.
- Transparences, un choix de Dominique Païni, Galerie Le Réverbére, Lyon.

2002
- Nano, Galerie Fraîch’attitude, Paris.
- Un cabinet de dessins, Galerie Jean Brolly, Paris.
- Qu’est-ce que la photo-sculpture ?, FRAC Limousin, Limoges.
- Noir, c’est noir, FRAC Framche-Comté, Baume-les-Dames.
- Les illusions perdues, FRAC Poitou-Charentes, Angoulême.
- L’altro Mondo, Château d’Oiron, Oiron.
- Chambre noire, École supérieure des beaux-arts, Nîmes.
- L’art dans le vent, domaine de Chamarande.
- Une suite décorative : 3e mouvement, FRAC Limousin, Limoges.
- Conserve, FRAC Aquitaine, Maison des arts, Université de Bordeaux.

1999
- La nature instrumentalisée, Musée de Louviers.
- Good Map, École des beaux-arts, Quimper.
- Bilan/actualité, Centre d’art contemporain, Vassivière-en-Limousin.

1998
- L’Envers du décor. Dimensions décoratives dans l’art du XXe siècle.
- Musée d’art moderne, Villeneuve-d’Ascq.
- Zeitgenössische Fotokunst aus Frankreich, Neuer Berliner Kunstverein, Berlin.
- L’image-contact, Invitation à Georges Didi-Huberman, galerie Michèle Chomette.
- Teen Tonic, FRAC Poitou-Charentes, Angoulême.

1995
- Collection fin XXe, douze ans d’acquisition en Poitou-Charentes, Le Confort Moderne, Poitiers.

1994
- Ouverture, Galerie Jean-François Dumont, Bordeaux.
- Galerie Froment & Putman, Paris.
- Jean-Gabriel Coignet, Pierre Huyghe, Pierre Savatier, Sala Amadis, Madrid.
- Bernard Borgeaud, Pierre Savatier, Ruimte Morguen, Anvers.

1985
- Réunion, Art Gallery of York University, Toronto.

1982
- Ateliers 81-82, ARC, Musée d’art moderne de la Ville de Paris.

## Collections publiques
- FRAC Aquitaine / Limousin / Poitou-Charentes[4].
- Fonds National d'Art Contemporain
- Fonds municipal d'art contemporain de la Ville de Paris
- Artothèque du Limousin